# 捷克斯洛伐克流亡政府
捷克斯洛伐克流亡政府，是捷克斯洛伐克臨時政府的非正式名稱，該組織的正式名稱是捷克斯洛伐克全國解放委員會，是英國最先承認此政府並使用此名稱，其後其他同盟國相繼承認。委員會由前捷克斯洛伐克總統爱德华·贝奈斯在巴黎成立。但由於尋求法國承認的談判失敗，加上當時納粹德國佔領法國在即，委員會遂於1940年撤退到倫敦。其後於1941年轉到白金漢郡的阿斯顿，以避開伦敦大轰炸。
這是二戰時期捷克斯洛伐克的合法政府，致力反法西斯政權，並尋求推翻慕尼黑協定，將捷克斯洛伐克回復到1937年的邊界。因此，它亦被認為是捷克斯洛伐克共和国的延續。

## 從委員會到政府

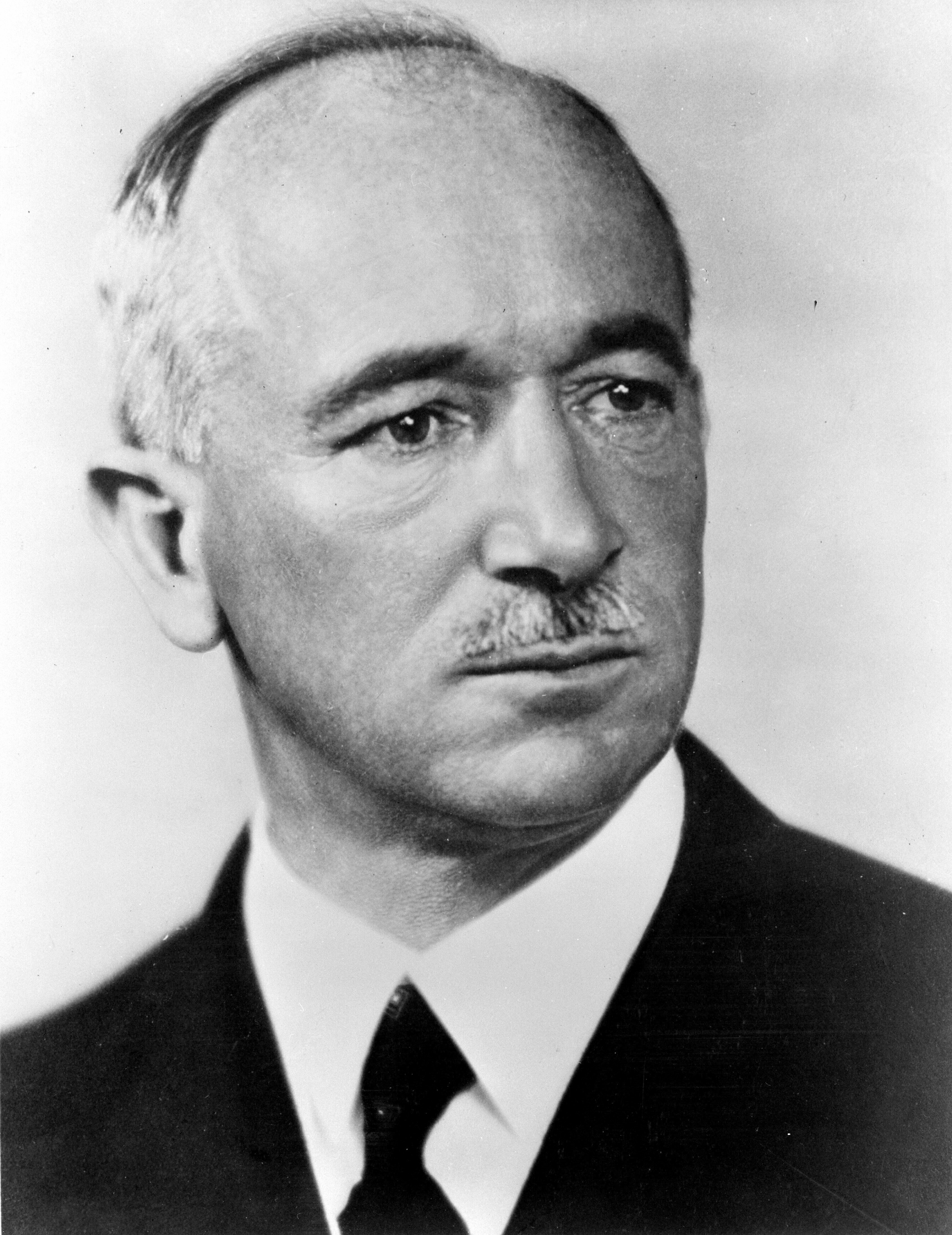
爱德华·贝奈斯，捷克斯洛伐克流亡政府領袖

慕尼黑協定將蘇台德地區割讓予納粹德國，捷克斯洛伐克共和國遭到瓜分已成定局，爱德华·贝奈斯遂於協定簽署一周後辭去總統職務，並逃到芝加哥大學，以前曾支持其的前任總統和朋友托马斯·马萨里克亦幫助他。不久，他被遊說盡快回到歐洲成立流亡政府，於是他返回歐洲，並與其他志同道合的人到了巴黎。二戰正式爆發後，他們的組織被稱為捷克民族解放委員會，並立即開始尋求國際承認其為捷克斯洛伐克流亡政府。截至1939年底，法國和英國已給予它締結國際條約的權利-法國於1939年11月13日、英國於1939年12月2日-但仍不是以捷克斯洛伐克共和國的名義締造。
法國其實是委員會被接納為正式流亡政府的最大障礙。法國爱德华·达拉第政府對委員會和捷克斯洛伐克共和國的態度模稜兩可。他承認委員會是一非政府機構，但對承認其政府地位有保留，主因是當時納粹扶植了斯洛伐克第一共和國，达拉第認為贝奈斯未必能代表整個捷克斯洛伐克發言。所以达拉第政府避免公開支持贝奈斯爭取回復捷克斯洛伐克共和国。不過，由於达拉第要借助訓練有素的捷克斯洛伐克軍隊，法國實際上是第一個國家與委員會締結條約。法國與贝奈斯之間在1939年10月2日簽署的協議，允許捷克斯洛伐克軍隊在法國境內重組。最後，捷克斯洛伐克軍隊第一師參與了法國戰役的末段戰事。
同盟國軍隊在法國戰役的慘敗，間接促成了贝奈斯回復捷克斯洛伐克共和國的心願。隨着法國淪陷，新當選為英國首相溫斯頓·丘吉爾主導了對法兰西第三共和国等事務的取態。他對捷克斯洛伐克事務的取態比前任清晰，於法國淪陷後便很快承認贝奈斯為流亡政府的總統的。儘管如此，委員會仍對此承認感到不安全，因為它特別提到贝奈斯是總統，但沒有明確指出他與以前捷克斯洛伐克共和國的關係。因此，他們在1941年4月敦促英國釐清。當月18日，他們寫了一封信給英國，要求他們之間的協定“正如在1938年9月之前一樣，以捷克斯洛伐克共和國之名締結”。英國外相安東尼·艾登於1941年7月18日同意。隨着斯洛伐克第一共和國向美國和蘇聯宣戰，該兩國亦承認了這個安排。餘下的是法律問題：究竟贝奈斯代表的是捷克斯洛伐克共和国的延續，抑或是未有確實憲法支持的繼承政權。
此疑問於1942年春天消除。經過近6個月的規劃，捷克的波西米亞盟軍特工於猿人作戰中暗殺波希米亞和摩拉維亞保護國總督萊因哈特·海德里希。此行動的成功促使英法正式廢除慕尼黑協定，從而賦予貝奈斯政府在法律上承繼捷克斯洛伐克共和國。

## 規劃未來
鑑於當年慕尼黑協定是由蘇台德地區德國人持續的顛覆活動所促成，贝奈斯取得同盟國的同意，在戰後將佔蘇台德地區少數的德國人遷移。另外，由於以前的親西方外交政策，造成了慕尼黑協定的結果，於是贝奈斯決心通過與波蘭和蘇聯結盟，以圖抵抗德國的影響。不過，蘇聯反對捷克斯洛伐克-波蘭-蘇聯三方聯盟。其後在1943年12月，贝奈斯政府終於與蘇聯締造了條約。

## 戰後
贝奈斯致力與蘇聯保持友好關係，亦因為他希望避免蘇聯於戰後鼓動共產政變。貝奈斯與流亡美國的捷克斯洛伐克共產黨人合作籌組政府，又作出很大的讓步，包括將重工業國有化、在戰爭末段建立地方人民委員會等。1945年3月，他把內閣重要職位給予流亡莫斯科的捷克斯洛伐克共產黨人。